# مرکز شرقی

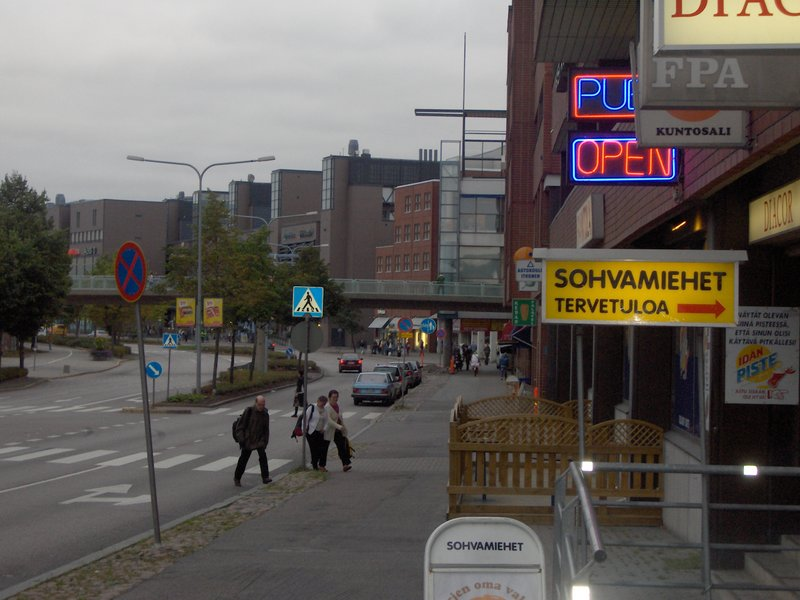
مرکز شرقی

مرکز شرقی (انگلیسی: Itäkeskus)، (سوئدی: Östra centrum) ناحیه شرقی در شهر هلسینکی مرکز فنلاند است.
یکی از ویژگی‌های قابل توجه این محله وجود مرکز خرید به نام «ایتیس» است.
در پایان سال ۲۰۱۸، ۳۸٫۱ درصد از ساکنان مرکز شرقی پیشینه خارجی داشتند. حدود ۱۲ درصد از ساکنان دارای پیشینه آفریقایی بودند که بیشترین سهم از تمام مناطق هلسینکی بود.